# Сосновка (Карсунский район)
Сосно́вка — село в Карсунском районе Ульяновской области. Расположено на реке Букаве. Является административным центром Сосновского сельского поселения.

## География
Расположено на правом берегу р. Букава в 26 км к северо-западу от районного центра — посёлка Карсун.

## История
Основано в 1672 году солдатами Московского выборного полка, служилыми людьми Карсунской оборонительной черты, как Сосновая слобода.
В 1780-е гг. Родионовы основали в Сосновке спиртовой завод, позднее – винокуренный. С 1832 года владельцем винокуренного завода в с. Сосновка был Пётр Иванович Родионов (1803 – 1841), его сын Николай Петрович (1830 – 1867).
В 1780 году, при создании Симбирского наместничества, село Архангельское Сосновка тож, при речке Сосновке, помещиковых крестьян, из Симбирского уезда вошло в состав Карсунского уезда.
В 1803 году помещиком Николаем Ивановичем Бахметьевым был построен каменный приходский храм. Престолов в нём три: главный во имя Архистратига Божия Михаила, в правом приделе во имя Святителя и Чудотворца Николая и в левом (тёплый) во имя свв. мучеников Адриана и Натальи. Кладбищенский храм деревянный, холодный, когда и кем построен неизвестно. Престол в нём во имя Архистратига Божия Михаила.
В 1859 году село Сосновка входило во 2-й стан Карсунского уезда Симбирской губернии, имелась церковь, винокуренный завод, ковровая фабрика.  
В 1865 году при содействии И. Н. Ульянова в Сосновке открыто народное училище.
В середине XIX века село принадлежало дворянам Родионовым, затем, в конце XIX века — Алексею Николаевичу фон Вик, свёкру художника Аркадию Пластову.  
В середине XIX века, по местному преданию, крепостные крестьяне из села Сосновка Карсунского уезда, которые были выиграны у тамошнего помещика в карты, были поселены в другое место, где основали новую деревню: Малая Сосновка, или Сосновочка (ныне Бахметьевка).
Фон-Вик Алексей Николаевич (1863—1933) был инициатором открытия (1895) народной бесплатной библиотеки в селе. 
В 1913 году в селе было 398 дворов, 3103 жителей, Михайловская церковь, школа, волостное правление, приемный покой, базар по воскресеньям, 2 общественные мельницы.
В 1918 году прежние владельцы бежали, а освободившуюся усадьбу отдали под детский дом. Несколько позже в ней разместили «Нервно-сердечный санаторий». 
С 1918 года в селе был создан сельсовет, который вошёл в состав Коржевской волости.
В 1920-е годы на территории бывшей дворянской усадьбы организуется промартель «Искра», размещается детский дом и один из корпусов открывшегося в селе санатория «Сосновский». 
В 1930-е годы огромные залы усадьбы были разделены на палаты, до Великой Отечественной войны здесь принимали пациентов. 
Во время ВОВ в Сосновке, на базе санатория, разместили эвакогоспиталь № 3286 для «раненых в голову и конечности» — один из тридцати, появившихся на территории Ульяновской области.  
В мае 1948 года был открыт «Костно-туберкулезный санаторий «Сосновка», и принял первых  200 пациентов.

## Население
| 2010 |
| ---- |
| 1113 |

| 1926 | 1959 | 1970 | 1979 | 1989 | 2002 | 2010 |
| ---- | ---- | ---- | ---- | ---- | ---- | ---- |
| 2389 | 2160 | 1956 | 687  | 582  | 1083 | 1082 |

- В Сосновке 28 октября 1903 года родилась Наталья Алексеевна фон Вик, жена знаменитого ульяновского художника Аркадия Пластова[12].

## Достопримечательности
- Храм в Сосновке.Церковь — Объект культурного наследия (памятник истории и культуры) «Михайловская церковь», поставлен на государственную охрану Решением  исполкома Ульяновского областного Совета народных депутатов от 12.02.1990 № 79[13][14][15][16].
- «Загородная помещичья усадьба Родионовых: XIX-XX вв.- Господский дом (1-я пол. XIX в.) — Здание флигеля (нач. XX в.) Парк (нач. XIX-нач. XX вв.)». Усадьба Родионовых включена в список выявленных объектов Распоряжением Главы администрации Ульяновской области от 29.07.1999 № 959-р[17].
- ХРАМ СВТ. ВАСИЛИЯ ВЕЛИКОГО.[18][19]
- СОСНОВСКИЙ ГОСУДАРСТВЕННЫЙ ОХОТНИЧИЙ КОМПЛЕКСНЫЙ ЗАКАЗНИК[20].
- Обелиск воинам, павшим в боях (1965)[21]. Братская могила воинам, умершим от ран в госпитале (1965 г., 2005)[22]
- «Здание земской школы», кон. XIX в.[23]

## Инфраструктура
- В Сосновке есть костно-туберкулёзный санаторий[12]